# الحیبه، مصر
الحیبه (به عربی: الحیبة) یک منطقهٔ مسکونی در مصر است که در استان پورت‌سعید واقع شده‌است.